# Cliff Richard
Sir Cliff Richard (født Harry Rodger Webb i Lucknow, Indien, 14. oktober 1940) er en sanger fra England. Han har gennem over 60 år haft stor succes, og han kendes af sine mange fans blot under sit fornavn.
Med sin gruppe The Shadows dominerede han den britiske populærmusik i de sene 1950'ere og tidlige 1960'ere, før The Beatles slog igennem. En bekendelse til kristendommen og efterfølgende blødgøring af hans musik førte til, at hans image ændrede sig fra rock til pop. Selv om han aldrig oplevede særlig stor gennemslagskraft i USA, forblev Cliff en vigtig personlighed inden for populærmusik, film og tv i Storbritannien.
Gennem de seneste seks årtier har mange af Cliffs singler været på hitlisterne, og han har rekorden (sammen med Elvis Presley) som den eneste, der har haft singler på den britiske hitliste i alle sine aktive årtier (1950'erne–2000'erne). Ifølge sin webside har han solgt 250 millioner plader i løbet af sin karriere.
Han blev født i Lucknow, Forenede Provinser, Britisk Indien, men flyttede med sin familie til Storbritannien efter Indiens uafhængighed i 1947. Mange mener, at han er af anglo-indisk ('eurasisk') afstamning, men han har aldrig selv hverken be- eller afkræftet dette.

## 1958—1963: Succes og stjernestatus
Harry Webb startede i en skifflegruppe, men skiftede genre for at blive forsanger for rock 'n' roll gruppen Drifters i 1958 (ikke at forveksle med den amerikanske gruppe af samme navn). Før deres første succesrige udenbys koncert i Regal Ballroom i Ripley ændrede de navn til Cliff Richard and the Drifters. Medlemmerne af dette band var Harry, som havde taget kunstnernavnet Cliff Richard, Ian "Sammy" Samwell, Terry Smart og Norman Mitham. Ingen af de tre sidstnævnte kom dog senere med i The Shadows.
I sommeren 1958 fik Cliff en solopladeaftale med EMI, som han forblev hos, indtil han skrev kontrakt med Decca i 2004. Cliff tog til Abbey Road Studios for at indspille sin første plade 24. juli 1958, men produceren, Norrie Paramor, troede ikke meget på The Drifters og fik derfor i stedet to erfarne studiemusikere, Ernie Shear & Frank Clarke, til at spille leadguitar og bas.
På den første plade fra 1958 bidrog Norrie Paramor med en sang kaldet Schoolboy Crush, en coverversion af en amerikansk sang af Bobby Helms. Men Cliff fik lov til at optage et af Drifters' egne numre på B-siden. Dette blev Move It, som var skrevet af Ian "Sammy" Samwell på øverste etage af en Green Line Bus på vej til Cliffs hus til en prøve.
Der er flere versioner af grunden til at A-side sangen blev erstattet af B-siden. En version siger at deres producer Norrie Paramor spillede pladen for sin datter, og hun meget mere begejstret for B-siden end for A-siden. En anden mulighed kunne være, at den indflydelsesrige tv-producer Jack Good, som brugte nummeret til sit tv-show Oh Boy!, sagde, at den sang, som skulle synges på hans show, skulle være Move It.
Singlen blev vendt og røg til tops som nummer 2 på hitlisterne. Musikkritikerne Roy Carr og Tony Tyler skrev senere, at det var den første ægte store britiske rockklassiker, fulgt af Johnny Kidd and the Pirates's Shakin' All Over, før The Beatles hittede med I Saw Her Standing There.
I sine tidlige år var Cliff Richard nærmest det britiske svar på Elvis Presley. Sammen med andre britiske musikere såsom Marty Wilde var Cliff blandt de første i Storbritannien til at påtage sig en Presley-agtig tøj- og hårstil. Under optrædener viste han en rock-attitude, hvor han sjældent smilede eller kiggede direkte på publikum eller kameraet. Hans efterfølgende singler fra det sene 1958 og tidlige 1959, High Class Baby, Livin' Lovin' Doll og Mean Streak, indeholdt også en rocksangers fornemmelse for hastighed og lidenskab. Det var på Livin' Lovin' Doll, at Drifters begyndte at spille med Cliff på optagelserne. På det tidspunkt var bandets besætning ændret med tilføjelsen af de mere erfarne Jet Harris, Tony Meehan, Hank Marvin og Bruce Welch. Navnet blev ændret til The Shadows, efter at der kom juridiske problemer mellem dem og de amerikanske Drifters. Kontraktmæssigt forblev Cliff og The Shadows to separate størrelser, og gruppen modtog derfor ingen procenter af honorarerne som Cliffs akkompagnement.
Cliffs femte single, Living Doll, var i modsætning til de tidligere numre en mild ballade, hvilket førte til en ændring af fokus. Efterfølgende hits som Travellin' Light, I Love You og Theme for a Dream blev meget populære og understregede Cliffs status som mainstream popentertainer, der konkurrerede med Adam Faith og Billy Fury.
I 1960 havde The Shadows (selvom de tidligere havde indspillet plader som The Drifters uden Cliff) fået sin egen EMI kontrakt. Det år udgav de singlen Apache, som blev startskuddet på britisk rockguitar-instrumentalmusik. Denne single blev også starten på The Shadows som separat gruppe, og de fik hurtigt flere store hits som instrumentalgruppe. Gruppen fortsatte dog også med at optræde og spille sammen med Cliff og skrev mange af hans hits.
I de tidlige 1960'ere var Cliff og The Shadows stort set uadskillelige og trak mange til deres fælleskoncerter i Storbritannien. Typisk åbnede The Shadows koncerten med 30 minutters instrumentalnumre, hvorefter de akkompagnerede Cliff på hans numre i de sidste 45 minutters koncert. Tony Meehan og Jet Harris forlod dog gruppen i henholdsvis 1961 og 1962. The Shadows skiftede bassist nogle gange og fik Brian Bennett med på trommer.
I de tidlige dage indspillede Cliff også af og til plader uden The Shadows, ofte i andre stilarter. Hits fra 1963 og frem på denne måde var bl.a. It's All in the Game, Constantly, The Minute You're Gone, og Wind Me Up.
I perioden mellem 1958 og 1963 var Cliff Richard og The Shadows nogle af de mest populære musikere i Storbritannien. De turnerede også i USA i 1960 og blev angiveligt godt modtaget, men pladeselskabet støttede generelt ikke dette tiltag godt nok. Blandt andet ydede det ikke stærk nok støtte til distribueringen af albums, og derfor forspildtes mulighederne for et egentligt gennembrud. Det samme var tilfældet med deres optræden i The Ed Sullivan Show, der var en af de væsentligste årsager til The Beatles' succes, men som ikke rigtig hjalp Cliff og The Shadows. Resultatet blev, at Cliff Richard forblev næsten totalt ukendt i USA.
Men det var Cliff og The Shadows' fortjeneste, at de konventionelle regler blandt britiske pladeselskaber fik et bredere udsyn, og deres skyld, at EMI's øjne blev åbnet for vigtigheden af rock and roll musik. Det var til dels takket være dem, at Parlophone begyndte at lede efter en "ny" Cliff og The Shadows og i den forbindelse skrev kontrakt med The Beatles.
Cliff og The Shadows har optrådt i et antal film, navnlig i The Young Ones (som lagde navn til den senere britiske TV sitcom fra 1980'erne af samme navn, et show som også havde flere ærbødige hentydninger til Cliff), Summer Holiday (som bød på en slank Cliff med glimrende dansefærdigheder), Wonderful Life og Finders Keepers. Disse film skabte deres egen genre kendt som "Cliff Richard musicals" og førte til, at Cliff blev udnævnt tli den vigtigste billetmæssige attraktion for britiske biografer i både 1962 og 1963.

## 1964—1975: Ændrede forudsætninger
Som med de andre eksisterende rockgrupper i Storbritannien tog Cliffs karriere en radikal drejning, da The Beatles og Mersey sound kom frem i 1963 og 1964. Hans popularitet var dog stor nok til, at han kunne komme sikkert gennem stormen, og han fortsatte med at være på hitlisten op gennem 1960'erne, selvom det ikke var på samme niveau som tidligere. Der blev heller ikke åbnet nogle døre til det amerikanske marked; han var ikke en del af den Britiske invasion, og den amerikanske offentlighed var ikke opmærksom på ham.
Et andet vigtigt aspekt af Cliffs liv var hans bekendelse til kristendommen i 1964. At stå frem i offentligheden som en ny kristen var en beslutning, som fik betydning for hans karriere på mange måder. Først og fremmest mente Cliff, at han burde opgive rock 'n roll, fordi han mente, at han ikke længere kunne være den rocker, som i de tidlige år var blevet kaldt en "grov ekshibitionist" og "for sexet til TV" og en trussel mod unge piger, selvom hans image var blevet mere bredt på grund af hans filmroller og veltalende stemme på radio og TV. Han ønskede først at ændre sig fuldstændigt og blive lærer, men hans kristne venner forklarede ham, at han ikke behøvede at opgive sin karriere, blot fordi han var blevet kristen. Snart efter kom Cliff igen frem i lyset og optrådte med kristne grupper og indspillede kristent materiale. Han indspillede også stadig verdslig musik med The Shadows, men han brugte meget af sin tid på kristne værker. Som tiden gik fik Cliff dog en større balance mellem sit liv og arbejde, så han kunne være en "ordentlig" kristen, samtidig med at han var en af landets bedst kendte sangere.
Cliff Richards første konventionelle filmrolle var i filmen Two a Penny fra 1968, hvori han spiller en ung mand, der bliver involveret i narkohandel, men sætter spørgsmål ved sit liv, efter at hans kæreste ændrer sin holdning.
Han har også repræsenteret Storbritannien to gange i Eurovision Song Contest, begge gange uden større succes, selvom det første forsøg, Congratulations fra 1968, blev et kæmpehit i Storbritannien og blev nr. 2 til Eurovision Song Contest 1968.
Gennem 1970'erne blev Cliff meget involveret i tv-shows, så som It's Cliff, og Hank Marvin medvirkede i mange af disse. Med disse shows Cliff for en stund mere kendt i Storbritannien som tv-personlighed frem for musiker. I 1972 lavede han en kort BBC komediefilm kaldet The Case, hvori flere komikere medvirkede, og han selv sang duetter med Olivia Newton-John, den første kvinde han nogensinde havde sunget duet med.

## 1976—1994: Comeback
Cliff og andre (som det tidligere The Shadows medlem Bruce Welch) besluttede, at de ville bringe Cliff Richard ud igen som "rock" kunstner. Dette samarbejde skabte milepælen I'm Nearly Famous fra 1976, som blandt andet indeholdt det klassisk-rockede guitarprægede nummer Devil Woman samt Miss You Nights. Det var ikke kun Cliff og hans fans, som var begejstrede for, at manden, som havde startet britisk rockmusik, var tilbage for fuld styrke. Også flere store navne indenfor musikindustrien, som Jimmy Page, Eric Clapton og Elton John kunne snart ses bærende store "I'm Nearly Famous" emblemer på deres tøj, så glade var de for at deres ikon var tilbage i den rockmusik, som startede hans karriere.
Et antal store albums blev produceret, og i 1979 blev han nummer 1 med det triste, men udfordrende We Don't Talk Anymore. Det var første gang, han var på toppen af hitlisten i over ti år, og det skulle blive hans bedst sælgende single nogensinde. Mange så dette som en vækkelse af den sande Cliff. Der var endda langt om længe moderat succes i USA: Hans single Devil Woman fra 1976 samt en efterfølgende salgsfremmende turne havde bragt ham op til nummer seks på Billboard Hot 100, og nu nåede opfølgerne We Don't Talk Anymore og Dreaming i top ti; hans duet Suddenly med Olivia Newton-John fra 1980 blev også et hit. Amerikanske anglofile fik endvidere mange hentydninger til ham i BBC komedieserien The Young Ones.
I Storbritannien var Cliff i slutningen af 1970'erne og op gennem 1980'erne en af landets største popstjerner, og han blev en magnet for andre stjerner. I løbet af få år havde han arbejdet med Elton John, Mark Knopfler, George Harrison, Julian Lennon, Freddie Mercury, Stevie Wonder, Phil Everly, Janet Jackson og Van Morrison, for blot at nævne nogle få. Han indspillede også flere plader med Olivia Newton-John og sluttede årtiet af med at fylde Wembley Stadium et par aftener i 1989 med et spektakulært show kaldet The Event.
The Shadows fandt senere sammen igen (og gik igen hver til sit) og indspillede deres egne numre, men blev genforenede med Cliff i 1978 og 1984 til et par koncerter.
The Shadows blev gendannet til en afskedsturne i England i 2004 og igen i april og maj 2005, hvor de afholdt en række afskedskoncerter i resten af Europa, bl.a. i Danmark, hvor de gav 10 koncerter i forskellige byer!

## 1995—: Sir Cliff
Cliff Richard nåede toppen af sin karriere, da han blev slået til ridder 25. oktober 1995. Han var den første rockstjerne, som opnåede den ære, idet han kom før Sir Paul McCartney (1997) og Sir Elton John (1998).
Sir Cliff er nummer 56 på listen over de 100 største briter på en liste fra 2002, som BBC lavede ud fra stemmer fra offentligheden.
The Ultimate Pop Star, et Channel 4-program udsendt i 2004, kunne fortælle, at Cliff Richard havde solgt flere singler i Storbritannien end nogen anden musiker, foran The Beatles på andenpladsen og Elvis Presley på tredje.
Sir Cliff er medejer af Arora International Hotel, som åbnede i juni 2004 i Manchester.
Efter ikke at have spillet sammen som Cliff and The Shadows siden 1989/1990, gik Cliff på scenen med The Shadows 14. juni 2004 på London Palladium. The Shadows havde besluttet sig for at finde sammen igen til en sidste turne i Storbritannien, hvor denne koncert blev udmeldt som den absolut sidste koncert med The Shadows.
Sir Cliff bruger meget af sin tid i sit hus på Barbados og har ind imellem lånt det ud til den britiske premierminister Tony Blair. 
Briter overraskes ofte over, at Cliff er stort set ukendt i Amerika, da han i sin karrieres højdepunkt nød en nærmest Elvis-agtig berømmelse i hjemlandet.

## Seksualitet
Cliff Richard er forblevet ungkarl, hvilket har ført til flere rygter vedrørende hans seksualitet. I 1974 benægtede han et rygte om, at han havde friet til sin gode veninde Olivia Newton-John, og senere blev hans forhold til tennisspilleren Sue Barker genstand for meget sladder, men de skuffede de mange fans, som forventede at han ville gifte sig.
Efter alle disse år er han stadig ugift.

## Numre på hitlisten
- Cliff Richard har haft 14 nummer 1 singler i Storbritannien, hvilket er flere end nogen anden kunstner bortset fra Elvis Presley og The Beatles.
- Cliff har solgt flere singler i Storbritannien end nogen anden med et salgstal, som overstiger 20,1 millioner eksemplarer. Interessant nok har han kun haft én million-sælgende single, The Young Ones.
- Cliff er den eneste i Storbritannien, som har udsendt en nummer 1 single i hvert årti siden oprettelsen af de britiske single-hitliste i 1952, bortset fra 2000'erne. Den følgende liste viser antallet af tophits, som Cliff har udsendt i hvert årti.[3]
  - 1950'erne – 2: Living Doll, Travelling Light
  - 1960'erne – 7: Please Don't Tease, I Love You, The Young Ones, The Next Time/Bachelor Boy, Summer Holiday, The Minute You're Gone, Congratulations
  - 1970'erne – 1: We Don't Talk Anymore
  - 1980'erne – 2: Living Doll, Mistletoe & Wine
  - 1990'erne – 2: Saviour's Day, The Millennium Prayer
  - 2000'erne – 0; Den, der hidtil er kommet nærmest er 21st Century Christmas, der nåede en andenplads i december 2006. En anden julesang, Santa's List, nåede femtepladsen i december 2003.

## Julesange
Cliff Richard har forsøgt at få en single som nummer 1 i julen ved flere lejligheder, nogle gange med held, andre gange uden. Den første, der opnåede det (på nogle hitlister), var:
- 1960: "I Love You" (nr. 1)

I de senere år udgav han ofte sange med jule- eller andre religiøse temaer:
- 1982: "Little Town" (nr. 12)
- 1988: "Mistletoe & Wine" (nr. 1)
- 1989: "Whenever God Shines His Light" (duet med Van Morrison, nr. 20)
- 1990: "Saviours' Day" (nr. 1)
- 1999: "Millennium Prayer" (nr. 1, men ikke i selve juleugen)
- 2003: "Santa's List" (nr. 5)

Han var også med på julesinglen Band Aid II fra 1989, dermed har han været på toppen af listen i juleugen tre år i træk.

## Diskografi
- Cliff
- Cliff Sings
- Me and my Shadows
- 21 Today
- Listen to Cliff

## Udvalgte biografier
- Cliff Richard & The Shadows - A Rock´n´Roll Memoir
- Cliff Richard - Cliff